# Robert Knudson
Robert Irving Knudson est un ingénieur du son américain né le 29 septembre 1925 à Los Angeles (Californie) et mort le 21 janvier 2006 à Columbia (Caroline du Sud).

## Biographie
Robert Knudson sort de la Fairfax High School en 1944 et s'engage dans les US Army Air Forces pendant la guerre. Après la guerre, son père, qui travaillait dans un studio d'Hollywood, lui obtient une carte syndicale, mais au lieu de travailler dans le cinéma, il joue dans les ligues mineures de baseball jusqu'en 1952,
Après son mariage, il quitte le baseball et, profitant de l'essor de la télévision, il entre dans les studios son de RCA à Hollywood, puis en 1960 chez Todd-AO, une société spécialisée dans la post-production côté son. Il y passera la plus grande partie de sa carrière, il en devient président de 1982 à 1990, puis vice-président et enfin consultant jusqu'à son départ en 2003.

## Filmographie (sélection)
- 1972 : Cabaret de Bob Fosse
- 1973 : L'Exorciste (The Exorcist) de William Friedkin
- 1974 : Massacre à la tronçonneuse (The Texas Chain Saw Massacre) de Tobe Hooper
- 1975 : Shampoo d'Hal Ashby
- 1976 : Une étoile est née (A Star is Born) de Frank Pierson
- 1976 : En route pour la gloire (Bound for Glory) d'Hal Ashby
- 1976 : La Revanche d'un homme nommé Cheval (The Return of a Man Called Horse) d'Irvin Kershner
- 1976 : Meurtre d'un bookmaker chinois (The Killing of a Chinese Bookie) de John Cassavetes
- 1977 : Rencontres du troisième type (Close Encounters of the Third Kind) de Steven Spielberg
- 1977 : Le Convoi de la peur (Sorcerer) de William Friedkin
- 1977 : Les Naufragés du 747 (Airport '77) de Jerry Jameson
- 1978 : Les Yeux de Laura Mars (Eyes of Laura Mars) d'Irvin Kershner
- 1978 : La Fureur du danger (Hooper) d'Hal Needham
- 1979 : 1941 de Steven Spielberg
- 1980 : La Porte du paradis (Heaven's Gate) de Michael Cimino
- 1980 : Les Blues Brothers (The Blues Brothers) de John Landis
- 1980 : Tom Horn, sa véritable histoire (Tom Horn) de William Wiard
- 1981 : À nous la victoire (Escape to Victory) de John Huston
- 1982 : Officier et Gentleman (An Officer and a Gentleman) de Taylor Hackford
- 1982 : E.T. l’extra-terrestre (E.T. the Extra-Terrestrial) de Steven Spielberg
- 1983 : Scarface de Brian De Palma
- 1983 : Un fauteuil pour deux (Trading Places) de John Landis
- 1983 : Flashdance d'Adrian Lyne
- 1984 : À la poursuite du diamant vert (Romancing the Stone) de Robert Zemeckis
- 1985 : La Couleur pourpre (The Color Purple) de Steven Spielberg
- 1985 : Série noire pour une nuit blanche (Into the Night) de John Landis
- 1985 : Witness : Témoin sous surveillance (Witness) de Peter Weir
- 1986 : Le Sixième Sens (Manhunter) de Michael Mann
- 1986 : Karaté Kid : Le Moment de vérité 2 (The Karate Kid, Part II) de John G. Avildsen
- 1987 : Cinglée (Nuts) de Martin Ritt
- 1987 : Empire du soleil (Empire of the Sun) de Steven Spielberg
- 1988 : Qui veut la peau de Roger Rabbit (Who Framed Roger Rabbit) de Robert Zemeckis
- 1989 : Mélodie pour un meurtre (Sea of Love) de Harold Becker
- 1989 : Karaté Kid 3 (The Karate Kid, Part III) de John G. Avildsen

## Analyse
« He was so good at what he did; he was like a gunslinger. The thing about Buzz, he was one of those guys that directors really sought out because they knew he would elevate the film; he was a real collaborator.
Il était si bon à ce qu'il faisait ; il était comme un as de la gâchette. Ce qu'il y a à propos de Buzz, c'est qu'il était l'un de ces gars que les réalisateurs recherchent vraiment parce qu'ils savent qu'il allait élever le film ; il était un vrai collaborateur. »

— John Landis, cité dans l'article nécrologique paru dans le Los Angeles Times

« He taught me about sound design and balance and why it's so important to hear the dialogue above all else. [...] When Buzz would say, "That's a good picture", you knew you had something that you could be proud of.
Il m'a beaucoup appris à propos de la conception sonore et de la balance des sons et pourquoi il est si important d'entendre le dialogue au dessus du reste. [...] Lorsque Buzz disait: "C'est un bon film", vous saviez que vous aviez quelque chose dont vous pouviez être fiers. »

— Steven Spielberg, cité dans l'article nécrologique paru dans le Los Angeles Times

## Distinctions
- 2000 : la Cinema Audio Society le récompense pour l'ensemble de sa carrière

### Récompenses
| Oscar du meilleur mixage de son                                                         | British Academy Film Award du meilleur son             |
| - en 1973 pour Cabaret - en 1974 pour L'Exorciste - en 1983 pour E.T. l'extra-terrestre | - en 1973 pour Cabaret - en 1989 pour Empire du soleil |

### Nominations
| Oscar du meilleur mixage de son | British Academy Film Award du meilleur son |
| - en 1977 pour Une étoile est née - en 1978 pour Rencontres du troisième type et pour Le Convoi de la peur - en 1979 pour La Fureur du danger - en 1980 pour 1941 - en 1988 pour Empire du soleil - en 1989 pour Qui veut la peau de Roger Rabbit | - en 1975 pour L'Exorciste - en 1978 pour Une étoile est née - en 1979 pour Rencontres du troisième type - en 1983 pour E.T. l’extra-terrestre - en 1984 pour Flashdance |